# Bazarella septentrionalis
Bazarella septentrionalis és una espècie d'insecte dípter pertanyent a la família dels psicòdids que es troba a Euràsia: Rússia.